# أنطون شتادلر
انطون شتادلر (بالألمانية: Anton Stadler)‏ (و. 1753 – 1812 م) هو عازف كلارينيت، وملحن نمساوي، يستخدم آلات كلارينيت، توفي في فيينا، عن عمر يناهز 59 عاماً.